# Laflin
Laflin és una població dels Estats Units a l'estat de Pennsilvània. Segons el cens del 2000 tenia 1.502 habitants.

## Demografia
Segons el cens del 2000, Laflin tenia 1.502 habitants, 612 habitatges, i 452 famílies. La densitat de població era de 429,6 habitants/km².
Dels 612 habitatges en un 26,6% hi vivien nens de menys de 18 anys, en un 62,9% hi vivien parelles casades, en un 9% dones solteres, i en un 26,1% no eren unitats familiars. En el 24,7% dels habitatges hi vivien persones soles el 12,1% de les quals corresponia a persones de 65 anys o més que vivien soles. El nombre mitjà de persones vivint en cada habitatge era de 2,44 i el nombre mitjà de persones que vivien en cada família era de 2,9.
Per edats la població es repartia de la següent manera: un 20,5% tenia menys de 18 anys, un 4,5% entre 18 i 24, un 24,8% entre 25 i 44, un 33,4% de 45 a 60 i un 16,8% 65 anys o més.
L'edat mediana era de 45 anys. Per cada 100 dones de 18 o més anys hi havia 86,9 homes.
La renda mediana per habitatge era de 55.658 $ i la renda mediana per família de 69.226 $. Els homes tenien una renda mediana de 50.433 $ mentre que les dones 29.375 $. La renda per capita de la població era de 29.581 $. Entorn de l'1,5% de les famílies i el 2,5% de la població estaven per davall del llindar de pobresa.

## Poblacions més properes
El següent diagrama mostra les poblacions més properes.